# Personificação nacional
Uma personificação nacional é uma antropomorfização de uma nação; pode aparecer em cartoons ou em propaganda.

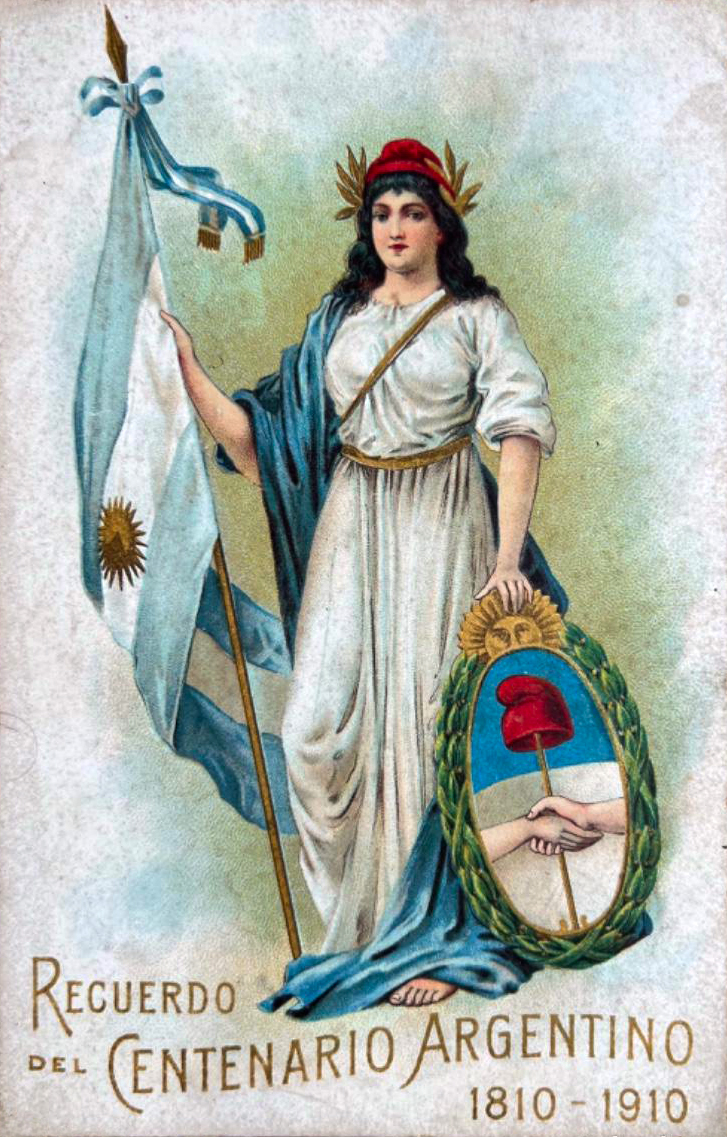
Símbolo argentino em alusão ao centenário do país em 1910.

## Personificações por país, região ou território
- Albânia: Mãe Albânia
- Alemanha: Germania; Armínio (Hermann der Cherusker); Deutscher Michel;
- Argentina: Efígie da República, Liberdade, Progresso e Fraternidade; O Gaúcho
- Arménia: Mãe Arménia (Mayr Hayastan; lit. "Mãe Hayastan")
- Austrália: Menininho de Manly
- Brasil: Efígie da República, Alegoria do Indígena, vaqueiro;[1]
  - São Paulo: Bandeirante;
  - Minas Gerais: Tropeiro;
  - Brasília: Candango;
  - Rio Grande do Sul: Gaúcho;
  - Rio de Janeiro: Cristo Redentor;
- Camboja: Preah Thong, Neang Neak;
- Canadá: Johnny Canuck, Mountie, Adam Dollard des Ormeaux (usado nas duas Guerras Mundiais como um exemplo militar), Big Joe Mufferaw, Mãe Canadá;
  - Quebec: Le Vieux de '37;
- Chile: Huaso, Roto, La Carmela, Dona Joaninha (uma camponesa chilena comum);
- China: dragão, panda;
- Dinamarca: Holger Danske;
- Egito: Faraó, Cleópatra, Esfinge;
- Espanha: Hispânia;
  - Galiza: Breogán;
- Estados Unidos: Senhora Liberdade, Tio Sam (uma personificação governamental), Irmão Jonathan (obsoleto), Columbia;
- Europa: Europa;
- Filipinas: João da Cruz;
- Finlândia: Donzela Finlandesa (Suomi-neito);
- França: Marianne, Galo Gaulês;
- Grécia: Atena, "Grécia" (pintura de Delacroix);
- Islândia: A Mulher das Montanhas (Fjallkonan);
- Irlanda: Ériu, Kathleen Ni Houlihan, Hibernia, Granuaile;
- Índia: Bharat Mata (Mãe Índia), Lotus, Tigre de Bengala, Leão Asiático, Xátria/Chátria, Rama;
- Indonésia: Garuda, Ibu Pertiwi;
- Israel: Srulik;
- Itália: Italia Turrita;
- Japão: Amaterasu, Samurai;
- Malásia: Tigre Malaio;
- México: Adelita, Alegoria da Pátria Mexicana;
- Mongólia: Genghis Khan;
- Países Baixos: Hans Brinker (fora do país), de Nederlandse Maagd ("A Virgem Holandesa"), Frau Antje (usado na Alemanha como representação dos holandeses), De Leeuw van Oranje ("O Leão Laranja"), Zeeuws Meisje, na Zelândia;
- Noruega: Ola Nordmann, Kari Nordmann, hist. Nór;
- Palestina: Handala;
- Polónia: Koziołek Matołek;
- Portugal: Zé Povinho, Efígie da República, Galo de Barcelos, Anjo de Portugal;
- Reino Unido: Britannia, John Bull;
  - Escócia: Jock Tamson, Sawney, Monstro do Lago Ness;
- República Checa: Jára Cimrman;
- Rússia: Mãe Rússia;
- Suécia: Mãe Svea, Svensson;
- Suíça: Helvécia, Colin Tampon, Herr und Frau Schweizer, Hans Meier, Hans Mustermann, Max Muster;
- Tailândia: Garuda;
- Uruguai: Altar da Pátria.

## Imagens

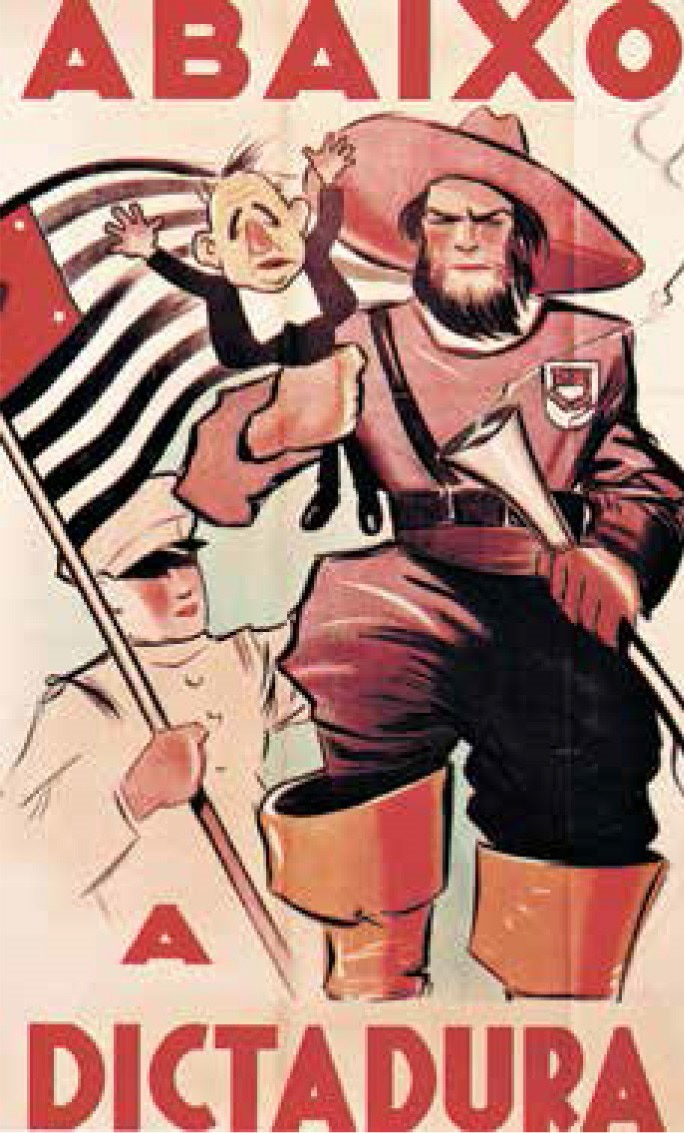
Bandeirante representando São Paulo com Getúlio Vargas na mão, propaganda de guerra da Revolução de 32
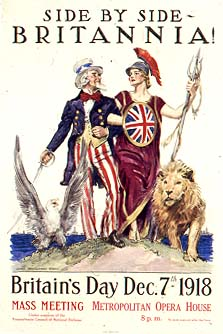
Britannia de braço dado com o Tio Sam: simboliza a Aliança Britânica-Americana da Primeira Guerra Mundial
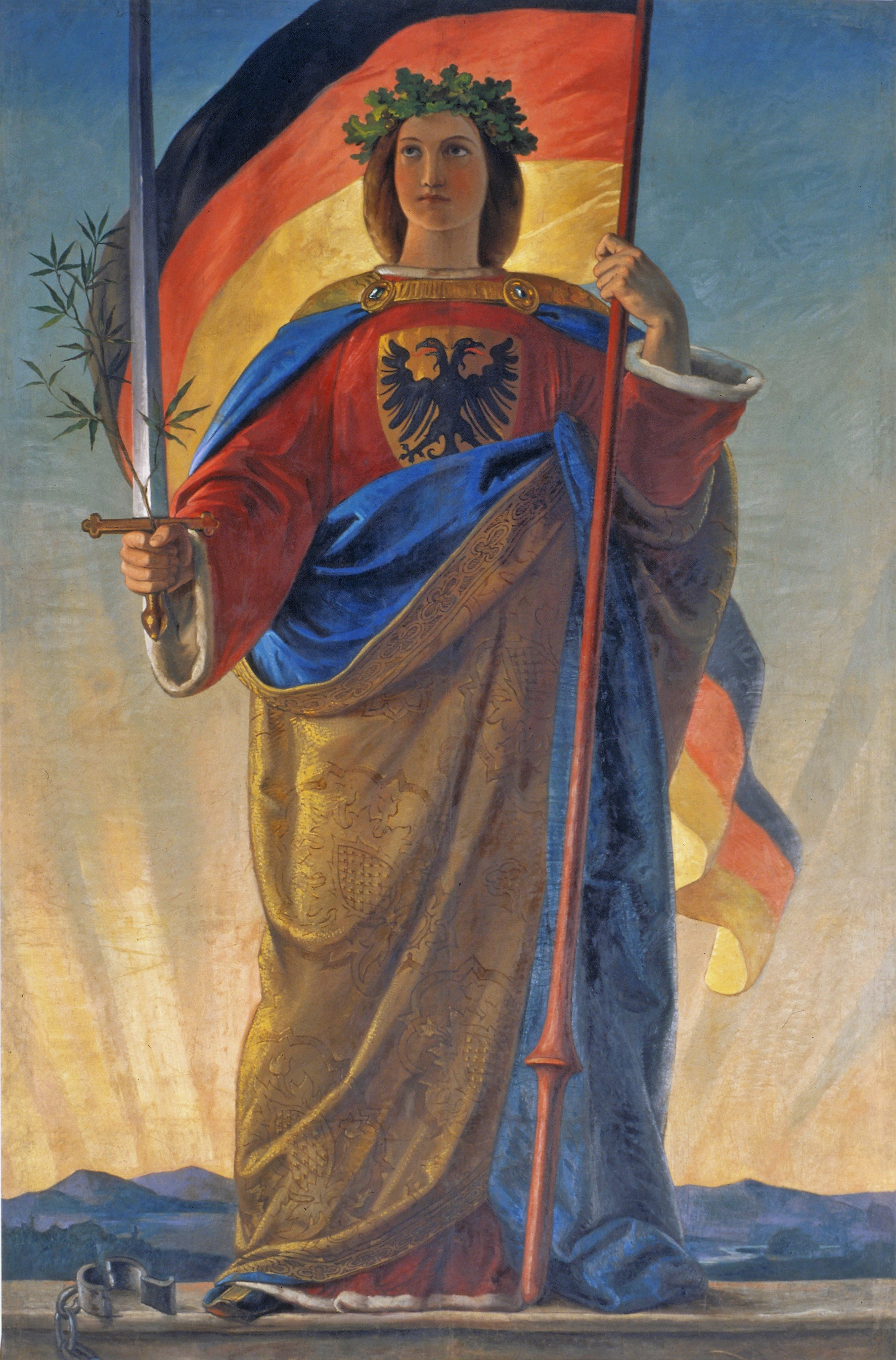
Germania representando a Alemanha, desde 1848.
Delacroix, Grécia Expirando nas Ruínas de Missolonghi (1827)
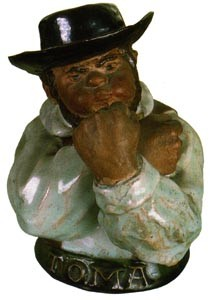
Zé Povinho, representando o povo de Portugal desde 1875.
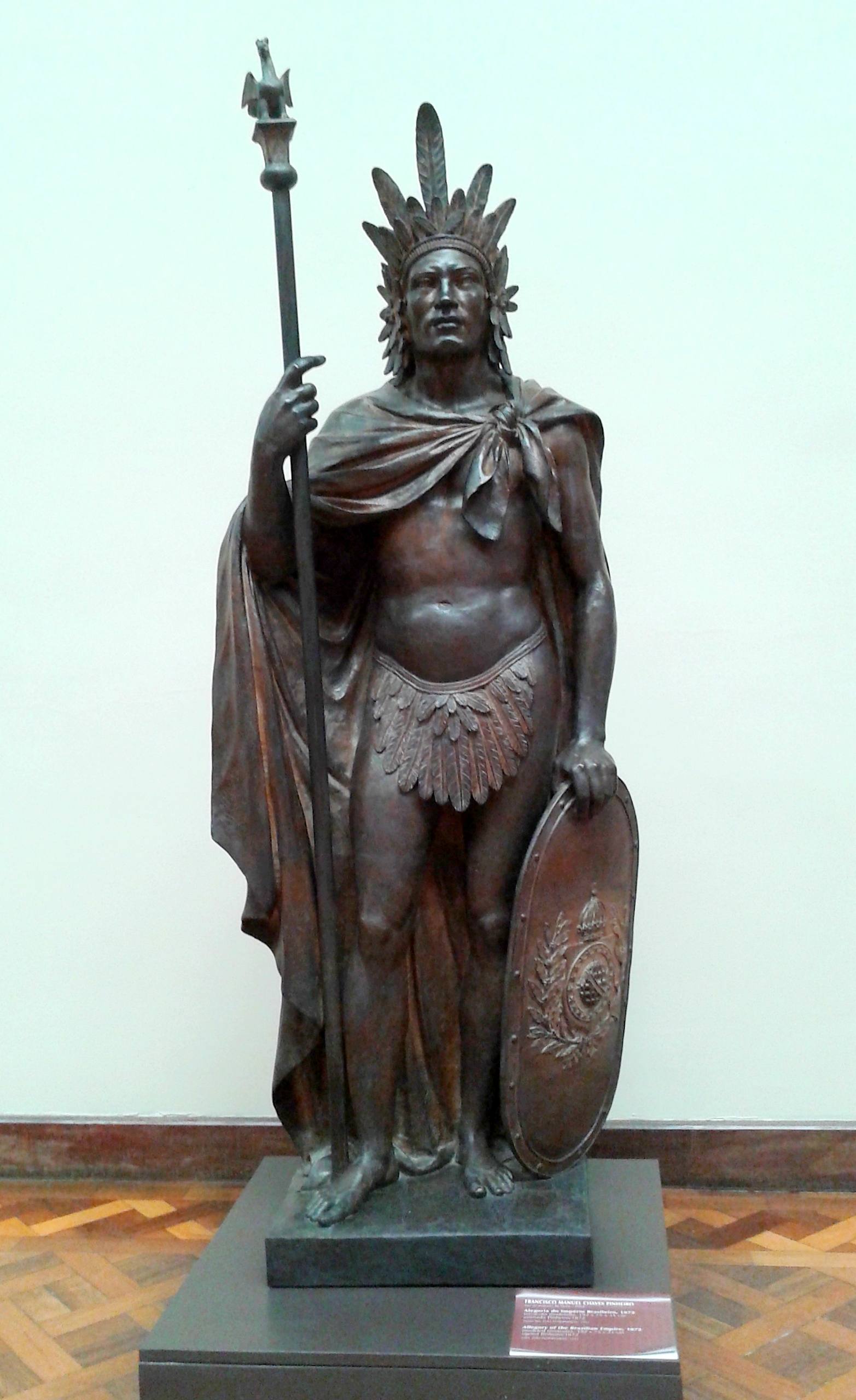
Índio com os símbolos brasileiros no século XIX.